# Abenuj
Abenuj o Casa de la Bodega es un caserío del municipio de Tobarra (Albacete), situado al oeste del casco urbano, a poca distancia, y bajo la sierra de Abenuj. Es accesible por una pista desde la A-5, que parte desde la casa de Zúmbano. No aparece en el nomenclátor. 
En dicho caserío, se encontraban los "Baños de aseo de Abenuj" o balneario de La Pestosa, que fueron construidos sobre unas aguas termales, y que tenían propiedades para curar enfermedades cutáneas y reumáticas. El edificio se levantó en 1905, y permaneció abierto hasta 1925. Se reabrió en 1932 para ser cerrado definitivamente en 1935. Se sitúa al oeste de Abenuj, a unos 560 metros de distancia. 